# Flèche brabançonne 2017
La 57e édition de Flèche brabançonne a eu lieu le 12 avril 2017. Elle fait partie du calendrier UCI Europe Tour 2017 en catégorie 1.HC.
L'Italien Sonny Colbrelli s'impose au sprint devant le vainqueur sortant Petr Vakoč.

## Présentation

### Équipes
| WorldTeams (9)- Bahrain-Merida - BMC Racing Team - Cannondale-Drapac - Dimension Data - Lotto NL-Jumbo - Lotto-Soudal - Orica-Scott - Quick-Step Floors - Team Sunweb Équipes continentales professionnelles (15)- Aqua Blue Sport - Bardiani CSF - CCC Sprandi Polkowice - Cofidis, Solutions Crédits - Direct Énergie - Fortuneo-Vital Concept - Gazprom-RusVelo - Israel Cycling Academy - Manzana Postobón - Novo Nordisk - Roompot-Nederlandse Loterij - Sport Vlaanderen-Baloise - Verandas Willems-Crelan - Wanty-Groupe Gobert - WB-Veranclassic-Aqua Protect |
| |

## Classements

### Classement final
.
| \| Classement général \| Classement général \| Classement général \| Classement général \| Classement général \| \| Coureur \| Coureur \| Pays \| Équipe \| Temps \| \| ------------------ \| ----------------------- \| ------------------ \| ------------------ \| ------------------ \| \| 1er \| Sonny Colbrelli \| Italie \| Bahrain-Merida \| 4 h 44 min 22 s \| \| 2e \| Petr Vakoč \| Tchéquie \| Quick-Step Floors \| + 0 s \| \| 3e \| Tiesj Benoot \| Belgique \| Lotto-Soudal \| + 0 s \| \| 4e \| Tim Wellens \| Belgique \| Lotto-Soudal \| + 0 s \| \| 5e \| Bert-Jan Lindeman \| Pays-Bas \| LottoNL-Jumbo \| + 0 s \| \| 6e \| Christopher Juul Jensen \| Danemark \| Orica-Scott \| + 0 s \| \| 7e \| Dries Devenyns \| Belgique \| Quick-Step Floors \| + 0 s \| \| 8e \| Silvan Dillier \| Suisse \| BMC Racing Team \| + 0 s \| \| 9e \| Victor Campenaerts \| Belgique \| LottoNL-Jumbo \| + 6 s \| \| 10e \| Laurens De Plus \| Belgique \| Quick-Step Floors \| + 6 s \| |                         |          |                   |                 |
| |                         |          |                   |                 |
| Source : ProCyclingStats |                         |          |                   |                 |
| Classement général |                         |          |                   |                 |
| Coureur | Coureur                 | Pays     | Équipe            | Temps           |
| 1er | Sonny Colbrelli         | Italie   | Bahrain-Merida    | 4 h 44 min 22 s |
| 2e | Petr Vakoč              | Tchéquie | Quick-Step Floors | + 0 s           |
| 3e | Tiesj Benoot            | Belgique | Lotto-Soudal      | + 0 s           |
| 4e | Tim Wellens             | Belgique | Lotto-Soudal      | + 0 s           |
| 5e | Bert-Jan Lindeman       | Pays-Bas | LottoNL-Jumbo     | + 0 s           |
| 6e | Christopher Juul Jensen | Danemark | Orica-Scott       | + 0 s           |
| 7e | Dries Devenyns          | Belgique | Quick-Step Floors | + 0 s           |
| 8e | Silvan Dillier          | Suisse   | BMC Racing Team   | + 0 s           |
| 9e | Victor Campenaerts      | Belgique | LottoNL-Jumbo     | + 6 s           |
| 10e | Laurens De Plus         | Belgique | Quick-Step Floors | + 6 s           |